# Yuan de contrôle

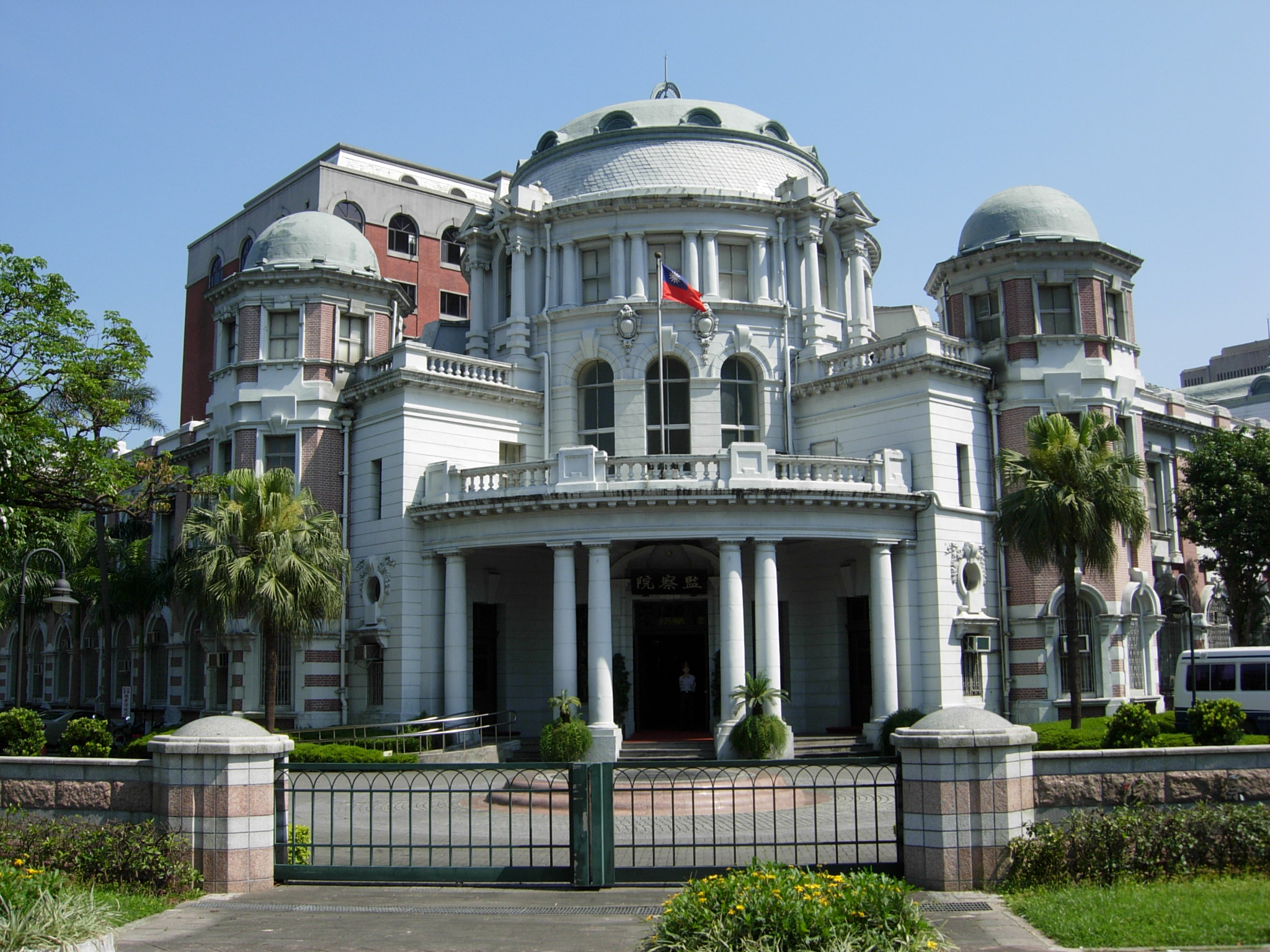
Yuan de contrôle

Le Yuan de contrôle est une institution politique de la République de Chine (Taïwan). Elle joue un rôle de contrôle, en particulier dans le domaine des comptes publics et dispose d'un pouvoir d'impeachment sur les agents publics. Son organisation est définie dans constitution de 1946, mais a été revue par la suite. Selon la révision constitutionnelle de 2005, ses membres, au nombre de vingt-neuf, sont nommés par le Président de la république et approuvés par le Yuan législatif. Ils servent pour un mandat de six ans renouvelable.

## Histoire
Le Yuan de contrôle, fondé en février 1931, est le successeur du Yuan d'audit (審計院).

### Période impériale
L’idée d'un Yuan de contrôle est le fruit d'une longue tradition de supervision née sous les précédentes dynasties, depuis le Censeur (御史; yù shǐ) mis en place par les Qin et les Han, aux charges des tái (臺) et des jiàn (諫) établies sous les Sui (隋) et les Tang (唐) (les tái supervisaient les fonctionnaires et les officiers militaires, quand les jiàn conseillaient l'empereur) jusqu'au Conseil des Censeurs publics (都察院; dūchá-yuàn) sous les Ming (明) et les Qing (清). Ces fonctionnaires de supervision opéraient également au niveau local et provincial pour accompagner les gouvernements locaux.
Sous la dynastie Qing, le Conseil des Censeurs publics était composé de quarante ou cinquante membres, et de deux présidents, l'un d'origine mandchoue, l'autre d'origine chinoise. Il avait, en théorie, le pouvoir d'envoyer un censeur participer aux réunions des différentes branches du gouvernement. Les pouvoirs du Conseil ont été diminués lors des soubresauts politiques qui précédèrent la fin de l'empire. 

### République de Chine
L’idée d'un organe de supervision et d'audit du gouvernement est adoptée par Sun Yat-sen quand il était membre des Tongmenghui, qu'il intègre dans sa théorie des cinq branches du gouvernement républicain. Lors de l'instauration du gouvernement provisoire républicain, les trois branches traditionnelles du gouvernement sont mises en place. Dès 1928, les Yuans de contrôle et d’évaluation sont créés par le gouvernement provisoire. Un sixième Yuan, appelé Yuan d'audit (審計院, pinyin : Shěnjì Yuàn) voit le jour en février 1928, mais en février 1931 ce Yuan d'audit est rétrogradé en tant que Ministère de l'audit et incorporé dans le Yuan de contrôle. 
Le premier Yuan de contrôle est élu par des conseils représentatifs provinciaux et municipaux, ainsi que des conseils mongols, tibétains, et de Chinois d'outre-mer. Il est convoqué pour la première fois en 1948 après la promulgation de la Constitution de 1947. La plupart des succursales du Yuan de contrôle ont été fermées après la fuite du Kuomintang vers Taïwan.

### Taïwan
En 1992, le processus de sélection du Yuan de contrôle est réformé par un amendement constitutionnel : les élections des conseils représentatifs sont remplacées par une nomination par le Président et une confirmation par l'Assemblée nationale. En 2000, l'Assemblée nationale disparaît et le pouvoir de confirmation est transféré au Yuan législatif. 
À la fin de l’année 2004, le président Chen Shui-bian envoie une liste de candidats pour le Yuan de contrôle au Yuan législatif pour approbation. La Coalition pan-bleue, qui détenait alors la majorité au Yuan législatif, refuse de ratifier les candidats du président Chen et lui demande de soumettre une nouvelle liste. L'impasse politique empêche le Yuan de contrôle de fonctionner de février 2005 à juillet 2008. Après l'élection du Président Ma Ying-jeou de la Coalition Pan-Blue, le Yuan législatif ratifie une nouvelle liste de membres du Yuan de contrôle, et Wang Chien-shien est nommé président.

## Pouvoirs et responsabilités
- Mise en accusation du Président
- Blâme
- Supervision
- Audit
- Enquête sur de hauts fonctionnaires
- Réception de plaintes concernant des hauts fonctionnaires
- Supervision des examens administratifs d’entrée dans les Yuan
- Surveillance des transactions financières et des cadeaux impliquant des politiciens (Sunshine Acts)
- Suggestion de mesures correctives pour corriger des problèmes (négligence ou dysfonctionnement) du Yuan exécutif (gouvernement)
- Protection des droits de l'homme
- Collaboration internationale avec les institutions des droits de l'homme, notamment la International Ombudsman Institute

## Structure
La structure du Yuan de contrôle se compose comme suit : un président, un vice-président, un conseil de 27 membres et le ministère de l'audit (également connu sous le nom de National Audit Office).

### Conseil
Le conseil du Yuan, présidé par le président du Yuan, est divisé en un certain nombre de comités qui ont pour objectif de remplir les différentes missions du Yuan.

#### Comités permanents
Les sept commissions permanentes couvrent les domaines suivants :
- Affaires intérieures et ethniques

- Affaires étrangères et Affaires chinoises d'outre-mer

- Défense nationale et renseignements

- Finances et affaires économiques

- Éducation et affaires culturelles

- Transports et approvisionnement

- Affaires judiciaires et administration pénitentiaire

#### Comités spéciaux
- Commission des études statutaires
- Comité de consultation
- Comité de discipline des membres du Yuan de contrôle
- Comité anticorruption
- Comité de protection des droits de l'homme

#### Comité administratif d'appel
Un comité administratif d'appel, sous l'égide du Yuan de contrôle mais composé à la fois de membres et de non-membres du Yuan de contrôle, examine les recours administratifs qui n'entrent ni dans la juridiction du Yuan de contrôle ni dans celui du ministère de l'audit.

#### Comités des affaires organisationnelles
- Comité de planifications budgétaires et d'administrations - fournit des suggestions sur la planification et l'élaboration du budget annuel du Yuan de contrôle
- Commission des affaires internationales - prévoit la collaboration et la communication avec les institutions d'audit et de médiation d'autres gouvernements.

### Ministère de l'audit
Le Ministère de l'audit, également connu sous le nom de National Audit Office et dirigé par un auditeur général nommé par le Président de la République et nommé avec l'accord du Yuan législatif, exerce le pouvoir d'audit du Yuan de contrôle. Il se compose de cinq départements :
- Service d'audit général des affaires publiques
- Service d'audit des dépenses de la défense nationale
- Service spécial d'audit des affaires publiques
- Département d'audit des sociétés d'État et des entreprises publiques
- Service d'audit des affaires financières (également chargé de la supervision des audits des collectivités locales)

Les agences subordonnées sont en grande partie des extensions locales du ministère :
- Division d'audit de la municipalité de Taipei

- Division d'audit de la municipalité de Nouveau-Taipei

- Division d'audit de la municipalité de Taichung

- Division d'audit de la municipalité de Tainan

- Division d'audit de la municipalité de Kaohsiung

- Bureaux de vérification de divers comtés et villes